# Обертульба
Обертульба (нім. Oberthulba) — громада в Німеччині, розташована в землі Баварія. Підпорядковується адміністративному округу Нижня Франконія. Входить до складу району Бад-Кіссінген.
Площа — 52,24 км2. Населення становить 5093 ос. (станом на 31 грудня 2020).